# Landschapskunstwerken in Flevoland
Landschapskunstwerken in Flevoland staan zowel in het buitengebied als in stedelijk gebied van de Nederlandse provincie Flevoland. Landschapskunstwerken staan in een zekere relatie tot de - veelal rurale - omgeving. Een negental kunstwerken in het buitengebied zijn gevat in de Collectie Landschapskunst Flevoland.

## Stedelijk gebied
Landschapskunst in Lelystad:
- Landschappelijke Lichtdoorbraak (1982) van Piet Slegers
- Noordersluis (2005) van Ab van Vloten
- Steekbaken (2000) van Rijna Makkinga en Hilda Kanselaar
- Windwachter (1990) van Jeroen Stok
- z.t. (1997; locatie: aan de Oostvaardersdijk) van Simcha Roodenburg

Landschapskunst in Almere:
- Gotische Kathedraal (1990) van José Pelzers
- H2O (1993) van Jeroen Stok
- Nimis (1989) van Pjotr Müller
- Souvenirs van het Oude Land (1999) van Sjoerd Buisman
- z.t. (1993; locatie: aan de Spoordreef) van Michiel Schierbeek

Ook in stedelijk landschap kan sprake zijn van landschapskunst wanneer het ruimtelijk opgestelde kunstwerk zich verhoudt tot een groene ruimte (zoals een park of waterpartij). Zonder die specifieke kenmerk is bij kunst in ruimtelijke opstelling binnen de stedelijke omgeving dikwijls meer de term omgevingskunst van toepassing.

## Buitengebied

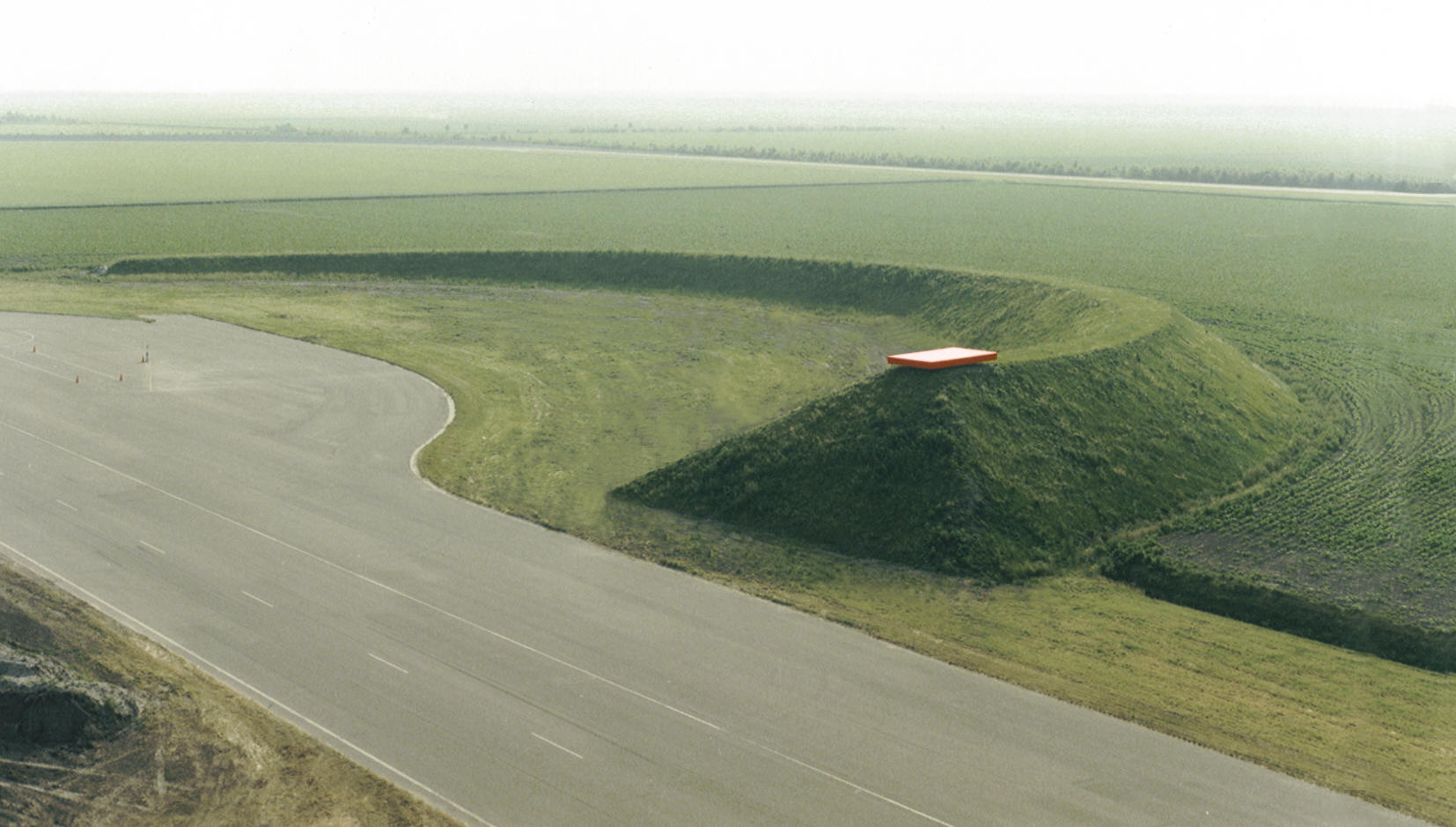
Land art-project van Lucien den Arend

- Land art project (1985) van Lucien den Arend in Lelystad
- Almere Boven (2017) van Gijs Frieling in het Museumbos in Almere. Het werk is opgedragen aan zijn vader Dirk Frieling, een van de stedenbouwkundig ontwerpers van Almere.[1]
- In Eenzaamheid van Birthe Leemeijer in het Museumbos in Almere

NB: Niet alle kunstwerken in het buitengebied vallen onder de rekkelijke noemer landschapskunst. Het is daarom voor ruimtelijke kunstwerken zoals de Tong van Lucifer of de Olifanten van Almere arbitrair of dit lanschapskunst betreft; soms is het meer een landmark dan land art. Zie daarom voor een totaal overzicht van beelden in de provincie: Lijst van beelden in Flevoland.

### Collectie Landschapskunst Flevoland

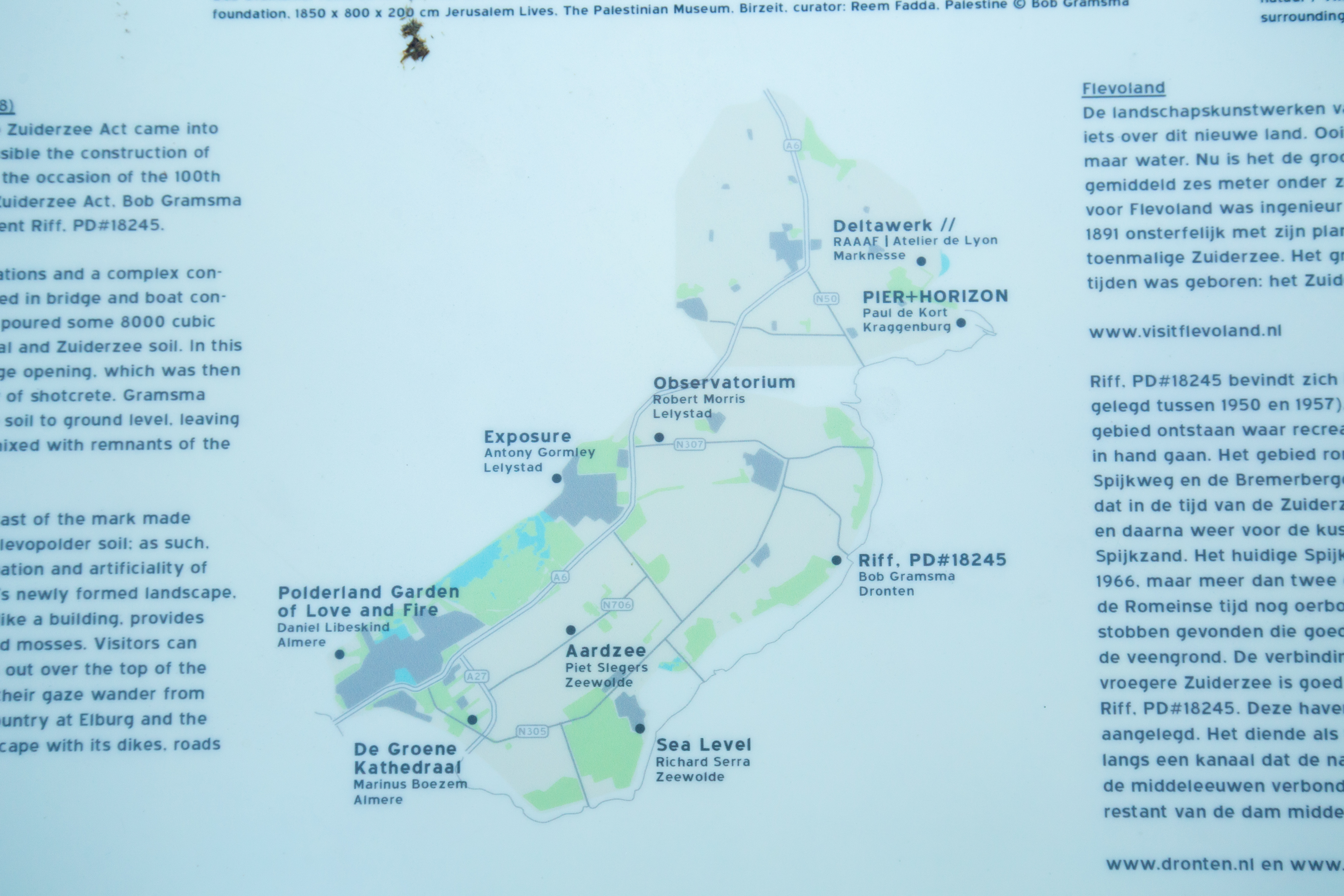
Een overzichtskaart op een informatiebord met de locaties van de negen kunstwerken.

De Collectie Landschapskunst Flevoland is een  kunstcollectie van negen landschapskunstwerken in Flevoland. Deze werken refereren aan een aspect van Flevoland en zijn te vinden in de openbare ruimte. De afzonderlijke werken zijn in beheer en eigendom van gemeenten en landschapsbeheerders.
| Geplaatst | Omschrijving                       | Kunstenaar               | Locatie                                             | Plaats          | Materiaal | Afbeelding |
| --------- | ---------------------------------- | ------------------------ | --------------------------------------------------- | --------------- | --------- | ---------- |
| 1977      | Observatorium                      | Robert Morris            |                                                     | Lelystad        |           |            |
| 1982      | Aardzee                            | Piet Slegers             | Vogelweg (N706) 52° 23′ 47,87″ NB, 5° 27′ 12,45″ OL | Zeewolde        |           |            |
| 1996      | Sea Level                          | Richard Serra            |                                                     | Zeewolde        | Beton     |            |
| 1996      | De Groene Kathedraal               | Marinus Boezem           |                                                     | Almere          |           |            |
| 1997      | Polderland Garden of Love and Fire | Daniel Libeskind         |                                                     | Almere          |           |            |
| 2016      | PIER+HORIZON                       | Paul de Kort             |                                                     | bij Kraggenburg |           |            |
| 2018      | Deltawerk //                       | RAAAF en Atelier de Lyon | in het Waterloopbos                                 | Marknesse       |           |            |
| 2019      | Riff, PD#18245                     | Bob Gramsma              |                                                     | Biddinghuizen   |           |            |

De Collectie Landschapskunst Flevoland wordt verder nog aangevuld door het ruimtelijke kunstwerk Exposure (2010) van de Engelse beeldhouwer Antony Gormley dat in Lelystad staat. Strikt genomen is het kunstwerk geen landschapskunst.
Het Observatorium van de Amerikaanse kunstenaar Robert Morris werd in 1977 geopend en was daarmee het eerste landschapskunstwerk in de Flevopolder. Het betreft een vergrote en robuustere uitvoering van een ontwerp van de kunstenaar dat in Velsen was gerealiseerd voor de kunstmanifestatie Sonsbeek, editie Sonsbeek Buiten de Perken in 1971 van curator Wim Beeren, waar het werk echter moest wijken voor nieuwbouw. De Rijksdienst voor de IJsselmeerpolders heeft daarna het werk in Flevoland op grotere schaal gereconstrueerd.
De collectie wordt gepromoot door de stichting Land Art Flevoland met busreizen en een jaarlijks Land Art Weekend.